# Hipótesis del costo de la reproducción
En la teoría de la historia de vida, la hipótesis del costo de la reproducción es la idea de que la reproducción es costosa en términos de supervivencia y reproducción futuras. Esto está mediado por diversos mecanismos, siendo los dos más prominentes la regulación hormonal y la asignación diferencial de recursos internos. 

## Definición y predicciones
La hipótesis del costo de reproducción postula que la reproducción (y el aumento del esfuerzo reproductivo) es costosa en términos de supervivencia y reproducción futuras. Estos costos pueden exasperarse en ciertos organismos, como los criadores por primera vez. Junto con la idea de que los organismos se seleccionan para maximizar el éxito reproductivo de por vida, esta hipótesis da como resultado un equilibrio entre la reproducción actual y la aptitud futura que es fundamental en la teoría de la historia de vida. Esta compensación se puede analizar en tres niveles: el genético (que analiza la base genética de la covariación entre los rasgos), el fenotípico (que evalúa cómo los rasgos directamente relacionados con la aptitud física) y el nivel intermedio (que implica el análisis de los mecanismos que conectan los niveles genéticos y fenotípicos, como mecanismos fisiológicos).
Una de las principales predicciones de la hipótesis del costo de la reproducción es que la importancia de los costos disminuye a medida que un organismo envejece, lo que resulta en un mayor esfuerzo reproductivo en organismos más antiguos (esta predicción es la hipótesis de inversión terminal). La hipótesis del costo de reproducción también predice que el esfuerzo reproductivo óptimo en una temporada es menor que el esfuerzo que maximizaría el número de descendientes producidos en esa temporada. Esto es especialmente cierto en organismos con una larga vida útil, ya que su valor reproductivo residual (medido como el valor reproductivo total menos la inversión reproductiva actual) sería mayor en comparación con aquellos con una vida más corta.

## Compromisos y causas
Los costos de reproducción surgen de múltiples factores, incluidos los factores fisiológicos, ecológicos y de comportamiento. Los dos factores fisiológicos más destacados son las hormonas y la asignación diferencial de los recursos internos. Las hormonas influyen en la compensación entre la reproducción actual y la aptitud futura a través de sus múltiples efectos.  
Por ejemplo, en Drosophila melanogaster, las hembras con una mutación en el gen del receptor de insulina (DInR) liberaron menos ecdisteroides y produjeron menos hormonas juveniles; la reducción de estos últimos resultados reduce la producción de huevos y prolonga la vida útil. En otro insecto, Gryllus firmus, las hembras de alas cortas son más fecundas a una edad temprana y tienen niveles elevados de ecdisteroides y hormonas juveniles en su hemolinfa (un fluido en invertebrados similar a la sangre), pero son menos capaces de dispersarse que su largo tiempo que sus contrapartes aladas. Esto muestra cómo las hormonas pueden mediar en el costo de la reproducción: vinculando la reproducción incrementada con la función somática disminuida (función disminuida en el resto del cuerpo). Además, la cantidad de tiempo durante el cual la hormona juvenil está por encima de un cierto nivel probablemente afecta el costo de la reproducción, como lo demuestra el ritmo circadiano de la hormona juvenil en los morfos de alas largas y el nivel constante en los morfos de alas cortas.
La visión tradicional del costo de reproducción dice que un costo es causado por la asignación diferencial de recursos internos limitados. Esta visión se ve en el modelo Y del costo de la reproducción, donde los recursos pueden asignarse a la reproducción o al soma. La evidencia de esto se puede ver en G. firmus, donde las hembras de alas cortas tienen un aumento de hasta un 400% en el crecimiento ovárico y una reducción de 30 a 40% en las reservas de triglicéridos somáticos (utilizadas para el movimiento) en comparación con las hembras de alas largas. Las hembras de alas cortas también desvían menos recursos (en forma de ácidos grasos y aminoácidos) a la síntesis de triglicéridos y más recursos a la producción de proteínas ováricas.  
La asignación diferencial de recursos puede estar mediada hormonalmente; un análogo de la hormona juvenil administrado a las hembras de alas largas redujo la síntesis de triglicéridos y aumentó la producción de huevos, indicando cómo las hormonas y la asignación diferencial de recursos pueden funcionar en conjunto. La reducción de la función inmunológica y la disminución de la defensa contra el estrés ambiental también son factores importantes en el costo de la reproducción. El primero ha sido especialmente estudiado en aves macho. La función inmune reducida puede tomar la forma de una mayor susceptibilidad a enfermedades y parásitos o una respuesta inmunitaria disminuida. Esta función reducida puede estar regulada por hormonas; en Tenebrio molitor, por ejemplo, la inmunodepresión fue causada por el aumento de la hormona juvenil como resultado del apareamiento. Una disminución de la defensa contra el estrés ambiental podría funcionar a través de un daño somático como resultado de la reproducción o un reencaminamiento de los recursos necesarios para protegerse contra dicho daño.
Los factores ecológicos, como la depredación, también impactan en el costo de reproducción. La depredación afecta de manera desproporcionada a los organismos reproductores debido a múltiples factores. Estos incluyen una mayor exposición a los depredadores debido a la búsqueda de pareja, los depredadores que se sienten atraídos por exhibiciones de apareamiento conspicuas y una menor movilidad durante la cópula y el embarazo. El riesgo de depredación durante la reproducción puede inducir muchas respuestas evolutivas. En los guppies, los machos en lugares con alta presión de depredación generalmente son menos coloridos y realizan exhibiciones de cortejo con menos frecuencia. Cuando se muestran, es más a menudo durante los períodos más oscuros del día. Los machos también tienden a depender más de la cópula no visual. Las hembras en lugares similares generalmente prefieren machos menos coloridos. También dedican más recursos al desarrollo de la descendencia, y las crías resultantes son más pequeñas y numerosas. Puede ocurrir coevolución entre los depredadores y sus presas. Las luciérnagas del género Photuris, por ejemplo, atraen a otras luciérnagas a través de varios medios, incluida la imitación de la hembra de la especie presa. Algunas especies pueden responder a esto emitiendo una señal sin sentido a la que solo responderían los depredadores.